# دانييل تورو
دانييل كانسيو تورو (بالإسبانية: Daniel Cancio Toro ) من مواليد 3 يناير 1941 - بمدينة سالتا، وتوفي 25 مايو 2023) كان مغنيًا ومؤلفًا وكاتب أغاني من التراث الشعبي الأرجنتيني. كما كان ملحنًا موسيقيًا غزير الإنتاج، حيث يُقدَّر أنه ألَّف أكثر من ألف أغنية، ومن بينها العديد من الأغاني التي أصبحت كلاسيكيات ضمن تشكيلة الأغاني الأرجنتينية والإسبانية-الأمريكية مثل: «Para ir a buscarte» (لكي أذهب للبحث عنك)، «Cuando tenga la tierra» (عندما أمتلك الأرض)، «Zamba para olvidarte» (رقصة للنسيان)، «Mi mariposa triste» (فراشتي الحزينة)، «El Cristo Americano» (المسيح الأمريكي)، «Nostalgia mía» (شوقي)، «Pastorcita perdida» (الراعية الضائعة)، «Zamba de tu presencia» (رقصة لوجودك)، «El antigal» (المدينة القديمة)، «Mi principito» (أميري الصغير).

## مسيرته الفنية
ألف أغنيته الأولى (para ir a buscarte، لكي أذهب للبحث عنك) في سن السابعة عشر مع الشاعر أرييل بيتروسيلي، الذي تعاون معه لاحقًا في تأليف أغاني أخرى مهمة مثل: (cuando tenga la tierra، عنما أمتلك الأرض). وانضم للعديد من الفرق الموسيقية الفولكلورية منذ 1959، مثل "Los Tabacaleros" و"Los Forasteros" و"Los Viñateros" و"Los Nombradores". وبدأ مسيرته الفنية كفنان منفرد في 1966.
وحقق نجاحًا كبيرًا في مهرجان "كوسكوين" حيث توج بجائزة أفضل فنان فولكلوري، وأصدر أول ألبوم له بعنوان "El nombrador" تكريمًا لجايمي دافالوس، حيث ألهمته قصيدته في "la nochera" في تأليف وكتابة أغاني الفولكلور.
وأصدر دانييل تورو في السنوات التالية، عدة ألبومات حققت نجاحًا جماهيريًا كبيرًا، حيث كان يتبنى أسلوبًا قريبًا من البالادا الرومانسية [الإنجليزية]. وتعرض لانتقادات بسببها من قبل التقليديين في مجال الفولكلور بسبب: الأسلوب الشبابي والشعبي للفولكلور الذي تبناه دانييل تورو في السبعينات كان يعد تمهيدا للفولكلور في فترة التسعينات، من خلال فنانين مثل سوليداد باستوروتي، ولوس نوتشيروس [الإنجليزية] ولوسيانو بيريرا. رد دانييل تورو على تلك الانتقادات في الغلاف الخلفي لألبومه "Canciones para mi pueblo (1971)":
«أما بالنسبة لأولئك الذين يشككون في مشروعي الخالد كفنان فولكلوري، ربما تكفيهم وقاحتي ووجهي (بعد الاستماع إلى ألبومي الأول وتمحيص الآخر بعناية وتدقيق) كأدلة ملموسة تثبت الخطأ المستمر؛ وقد لا تكون هذه حتى كافية بالنسبة للبعض وسيكون من الصعب إرضائهم، إليكم حكاية طريفة: في إحدى اللقاءات الفنية في بوينس آيرس، اقترب مني الممثل الكوميدي خوسيه ماروني [الإنجليزية]، المعروف في الأوساط الفنية بعباراته الساخرة. وعندما صافحني بيده اليمنى، قال بصوت عالٍ: "هذا الرجل يحمل البلد على وجهه!" ومن هذا البلد الهندي الأسمر أريد أن أطلق عنان البحث في جميع الكتب الغنائية دون المساس بسمعتي كفنان أصيل.»
كان دانييل تورو ضمن القوائم السوداء وحظرت أغانيه إبان الحكم العسكري-المدني دكتاتوري في الأرجنتين [الإنجليزية] بين عامي 1976 و1983. ولتجنب الرقابة، استخدم الاسم المستعار كاسيميرو كوبوس، كما تعرض في نفس الوقت في 1979 لسرطان الحنجرة ونتيجة لذلك اضطر إلى التوقف عن الغناء لعدة سنوات حتى عاد للأضواء من جديد في 1985. وتلقى في 1995 جائزة كونكس وشهادة التميز في المجال. ومع ذلك، لم يتوقف دانيال تورو أبدًا عن التأليف حتى بعد مرضه، قام بتأليف أغاني لا تُنسى، مثل أغنيته «اPastorcita perdida»، وغيرها.
عقد الكونغرس الوطني تكريم علني في السابع والعشرين من سبتمبر عام 1995, تنديداً بأهمية الموسيقى و الثقافة على وجدان الشعب الأرجنتيني, ومجهوداته في تجاوز المحن. وأقيم تكريم لدانيال تورو بمسرح أسترا في بوينس آيريس, حيث شارك فيه فنانين كبار مثل: لوس فرونتيريس، تشانغو نييتو، زامبا كيبيلدور، آرييل بيتروشيللي، ياميلا كافرون، ابيل پينتوس، ولوس نوشيروس.
يتمحور الفيلم الوثائقي (El nombrador) للمخرجة سيلفيا ماخول، على شخصية ومسيرة حياة دانييل تورو, ويشمل الوثائقي أيضاً مقابلة شخصية مع تورو عارضاً حياته الحالية في سالتا، حيث يعيش الآن متقاعدا مقضياً معظم أوقاته وسط الطبيعة التي كانت مصدر إلهامه (تحت مفهوم الأم الأرض)، لأغاني مثل «Los duendes» و«Pompo Limón»، والتي ألهمته للعديد من الأعمال الأخرى، ويروي تورو في الوثائقي كيف ألهمته سحر تلك الأرض الشمالية لإنشاء أوبرا الأندينا وأعمال أخرى، سواء المشهورة منها أو تلك التي ستُكتشف من قبل الأجيال القادمة في العقود المقبلة.

## وفاته
أُدخل إلى مصحة مدينة سالتا في 28 أبريل 2023، بسبب التهاب رئوي. وتوفي في 25 مايو في نفس العام.